# Jan van Eyck
Jan van Eyck (Giovanni da Bruggia nel testo di Vasari) (Maaseik o Maastricht, 1390 circa – Bruges, 9 luglio 1441) è stato un pittore fiammingo.
Fu un artista di fama internazionale e il suo stile, incentrato su una resa analitica della realtà, ebbe un larghissimo influsso. Fu anche il perfezionatore della tecnica della pittura ad olio, che gradualmente sostituì in Europa l'uso del colore a tempera.

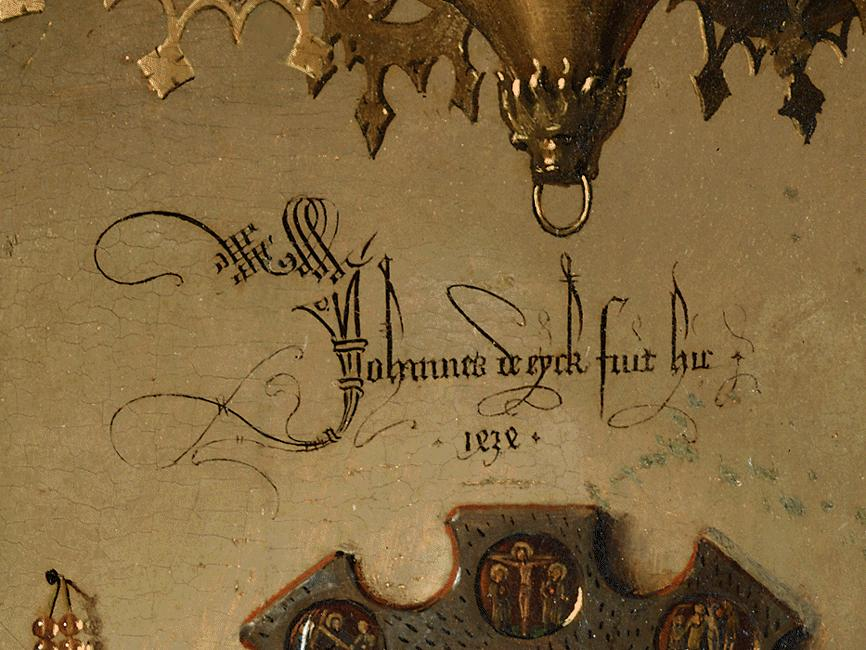
Firma di Jan van Eyck sul Ritratto dei coniugi Arnolfini

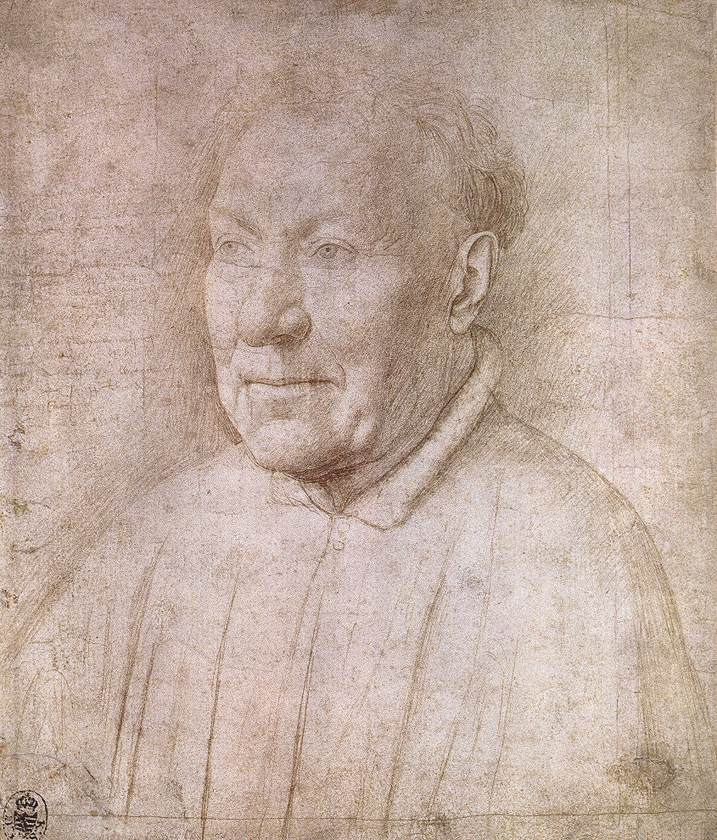
Ritratto di Niccolò Albergati

I documenti sopravvissuti indicano che nacque intorno al 1390 perché il pittore inizia ad essere menzionato in fonti certe a partire dal 1422 e viene già definito maestro ed ha almeno un aiutante al proprio servizio. Questa informazione lascia dedurre che il suo apprendistato fosse già concluso e che l'artista avesse almeno 25-30 anni, ovvero l'età minima per poter tenere una propria bottega e firmare le opere. Per il luogo di nascita i documenti rimangono incerti e si ipotizzano la città di Maastricht o la città di Maaseik, oggi rispettivamente nei Paesi Bassi e in Belgio ed entrambe situate nella regione storica del Limburgo. Infatti, per il Ritratto del cardinale Niccolò Albergati eseguito in punta d'argento, Van Eyck descrisse in 16 righe delle annotazioni sui colori che avrebbe utilizzato nell'opera completata; la descrizione è stata eseguita nel dialetto del Limburgo belga-olandese. 
Le prime fonti certe risalgono a quando lavorò alAja intorno al 1422, quando era già un maestro pittore con assistenti di bottega, e fu impiegato come pittore e cameriere di camera di Giovanni III lo Spietato, sovrano delle contee dell'Olanda e di Hainaut. Dopo la morte di Giovanni nel 1425, fu nominato pittore di corte di Filippo il Buono, duca di Borgogna, e lavorò a Lilla prima di trasferirsi a Bruges, nel 1429, dove visse fino alla sua morte. Era molto apprezzato da Filippo e intraprese numerose visite diplomatiche all'estero, inclusa quella a Lisbona nel 1428 per esplorare la possibilità d'un contratto matrimoniale tra il duca e Isabella del Portogallo.
Gli vengono attribuiti con certezza circa 20 dipinti sopravvissuti, come il Polittico di Gand (1424-1432 circa) e le miniature delle Ore di Torino (1417-1422 circa) la cui datazione è stata documentata dal fatto che Jan Van Eyck prima di lavorare per Giovanni III di Baviera, detto lo spietato, ha lavorato per il fratello, Guglielmo IV. Fra i due non correva buon sangue, quindi conoscendo la data di morte di Guglielmo IV nel 1417 possiamo dedurre che è impossibile che le miniature siano state eseguite dopo il 1422.
Van Eyck dipinse argomenti sia secolari sia religiosi, comprese pale d'altare, figure religiose a pannello singolo e ritratti su commissione. Il suo lavoro comprende pannelli singoli, dittici, trittici e polittici. Fu ben pagato da Filippo di Borgogna che lo volle finanziariamente sicuro tanto da poter dipingere «quando voleva.» Il lavoro di Van Eyck deriva dallo stile gotico internazionale ma presto lo eclissò, in parte attraverso una maggiore enfasi sul naturalismo e sul realismo. Ha raggiunto un nuovo livello di virtuosismo attraverso i suoi sviluppi nell'uso della pittura ad olio. Fu molto influente e le sue tecniche e il suo stile furono adottati e perfezionati dai primi pittori olandesi.

## Biografia
Nonostante sia considerato il capostipite della pittura nei Paesi Bassi nel Quattrocento ed il maggior pittore nord europeo del suo tempo, le notizie certe riguardanti la sua vita sono ancora molto scarse e controverse, inclusi il luogo e la data di nascita esatti. Jan van Eyck nacque attorno al 1390 ma il luogo è incerto; alcuni dicono che sia nato a Maastricht e altri a Maaseik, che all'epoca faceva parte dei possedimenti del ducato di Borgogna. A introdurlo nel mondo della pittura dovrebbe essere stato il fratello maggiore, Hubert van Eyck.
Non si sa niente sulla formazione dell'artista, nemmeno se essa si svolse in Francia o nella terra di origine. Probabilmente il suo apprendistato avvenne nel campo della miniatura, dalla quale imparò l'amore per i dettagli minuti e per la tecnica raffinata, che si riflesse anche nelle opere pittoriche. Le prime informazioni che si hanno sul conto di Van Eyck risalgono quindi al periodo che va dall'ottobre 1422 al settembre 1424, quando il pittore si trovava a L'Aia alla corte di Giovanni di Baviera, conte d'Olanda: il nostro era già noto come maestro pittore (disponiamo di lettere di pagamento a Meyster Jan den malre) con tanti d'assistenti di bottega (inizialmente uno e poi due). Tutta la sua carriera restò legata ai poteri ufficiali delle Fiandre. L'anno successivo infatti divenne pittore di corte del duca di Borgogna Filippo il Buono, ruolo che ricoprì fino alla morte.
Per conto di Filippo compì anche numerose missioni diplomatiche: si recò infatti a Lisbona (nel 1428) per concordare le nozze del duca con Isabella di Portogallo, alla quale fece successivamente un ritratto. Tra il 1426 e il 1432 lavorò al suo capolavoro, il Polittico di Gand. Dopo aver abitato per qualche tempo nella città francese di Lilla, nel 1432 si trasferì definitivamente a Bruges, dove trascorse il resto della sua vita e morì ancora in giovane età nel giugno 1441, come testimoniano gli incartamenti relativi al suo funerale custoditi nell'archivio della cattedrale di San Salvatore.
La sua arte ebbe una portata rivoluzionaria al pari di quella di Masaccio in Italia, la cui opera fu cronologicamente parallela e con alcuni punti di contatto esteriori. Sia per Van Eyck che per Masaccio la pittura doveva superare le convenzioni del tardogotico in nome di una concezione "naturalistica" ricondotta alla rappresentazione più verosimile legata alla percezione visiva e all'indagine scientifica della realtà.

## La tecnica e lo stile
Tra le caratteristiche più evidenti dello stile di Jan van Eyck ci sono l'altissima qualità pittorica (egli reintrodusse la pittura ad olio, quando nel XV secolo non si utilizzò più la tempera), sicuramente la più alta tra i pittori fiamminghi del secolo XV, la verosimiglianza, la perfezione formale, l'attenzione al dettaglio minuto e alla resa delle superfici, lo studio della luce, lo spazio dove si collocano con sicurezza le figure, lo ieratismo e l'immobilità dei personaggi, i raffinati giochi intellettuali dati dai vari livelli di lettura delle opere. Con Van Eyck si aprì una nuova era anche dal punto di vista della tecnica pittorica. Egli utilizzò i colori ad olio (già conosciuti e utilizzati sin dall'antichità), accanto a tradizionali tempere e a colori di colla animale. Caratteristica fondamentale della sua tecnica, tuttora non interamente conosciuta, è il ricorso ad una serie di strati sottili di colore - velature - stesi uno sopra l'altro su una base chiara e luminosa al fine di raggiungere progressivamente il risultato d'assieme finale (tecnica sottrattiva); le innovazioni da lui introdotte potrebbero riferirsi all'utilizzo di oli cotti misti a resine nonché di oli schiariti e pre-polimerizzati. Jan van Eyck fu ritenuto a lungo, ed erroneamente, lo scopritore della pittura ad olio.

### Gli esordi
I suoi primi passi si mossero nel mondo della miniatura, all'epoca dominata dalla tradizione tardogotica francese, nel solco della quale Van Eyck impostò i suoi primi passi. Tra le opere della giovinezza spiccano le miniature delle cosiddette Ore di Torino (1417-1422), eseguite all'Aia, prima di entrare al servizio di Filippo III di Borgogna nel 1425. Nei migliori fogli del libro miniato le figure sono già pienamente integrate in uno spazio realistico, con una luce che unifica la rappresentazione e delinea con grande precisione i dettagli minuti della stanza e delle occupazioni dei personaggi. È chiaro che Van Eyck si poneva, come Masaccio, il problema della realtà: ma se l'italiano operava una sintesi che coglieva la sola essenza delle cose, preoccupandosi di collocarle in uno spazio prospetticamente unitario e razionale, il fiammingo procedeva invece analizzando con lucidità e attenzione i singoli oggetti come si presentano ai nostri sensi.

### Le opere della maturità
Le sue opere più famose risalgono quasi tutte al periodo in cui viveva a Bruges, mentre più scarse sono le testimonianze relative al suo soggiorno olandese.

#### Crocifissione e Giudizio finale

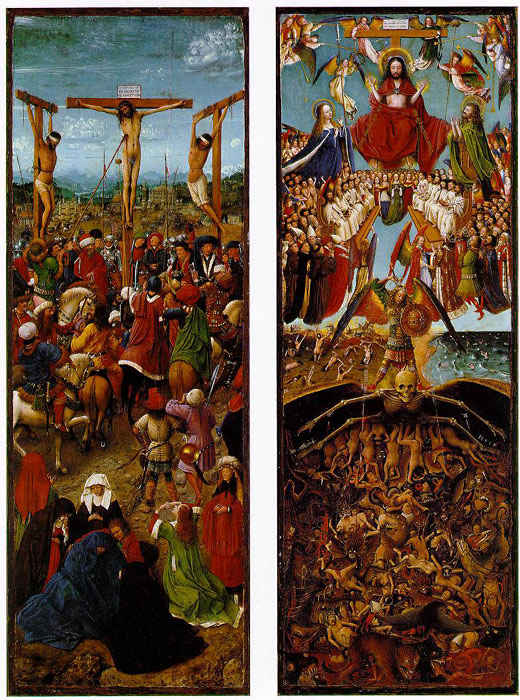
Crocifissione e Giudizio finale

Tra le prime opere conosciute del pittore vi sono le due tavole raffiguranti la Crocifissione e Giudizio finale, eseguite intorno al 1430 e forse facenti parte di un polittico smembrato oppure unite insieme a formare un dittico. Lo spazio della Crocifissione è organizzato secondo un punto di vista rialzato che aumenta il senso di profondità; ai piedi delle croci è riunita una gran folla di personaggi in cui si vedono soldati e dignitari di corte ritratti con impassibile distacco, contrapposto alla disperazione della Vergine inginocchiata in primo piano ed avvolta in un largo abito celeste che lascia scoperto soltanto il volto. Il senso di drammaticità è accentuato dalla posizione del ladro sulla destra raffigurato con il corpo piegato sulla croce, come nel tentativo estremo di liberarsi dalle corde, mentre il cielo plumbeo annuncia l'imminente morte del Cristo; la città che si vede sullo sfondo, con i suoi numerosi edifici che ricordano le costruzioni fiamminghe del tempo, rappresenta la Gerusalemme celeste.
La tavola con il Giudizio finale è invece costruita secondo un modello di derivazione medievale, con una disposizione su tre piani e con le figure di grandezza diversa a seconda del loro grado d'importanza; in alto si trova il Cristo circondato da angeli che reggono gli strumenti della Passione, dalla Madonna e San Giovanni e sotto i 12 apostoli affiancati da santi e beati. Nella parte inferiore del dipinto si vedono i morti che emergono dalla terra e dal mare in attesa del giudizio con l'arcangelo Michele che sovrasta lo scheletro della Morte raffigurato con ali da pipistrello usate per delimitare lo spazio degli inferi dove i dannati vengono scaraventati in preda a terribili mostri che ne straziano i corpi. La tavola contiene anche delle iscrizioni destinate alla corretta interpretazione delle immagini conferendo una funzione di erudizione all'opera che forse era destinata ad una persona istruita, in grado perciò di leggerla e di comprenderne il significato.

#### Polittico di Gand

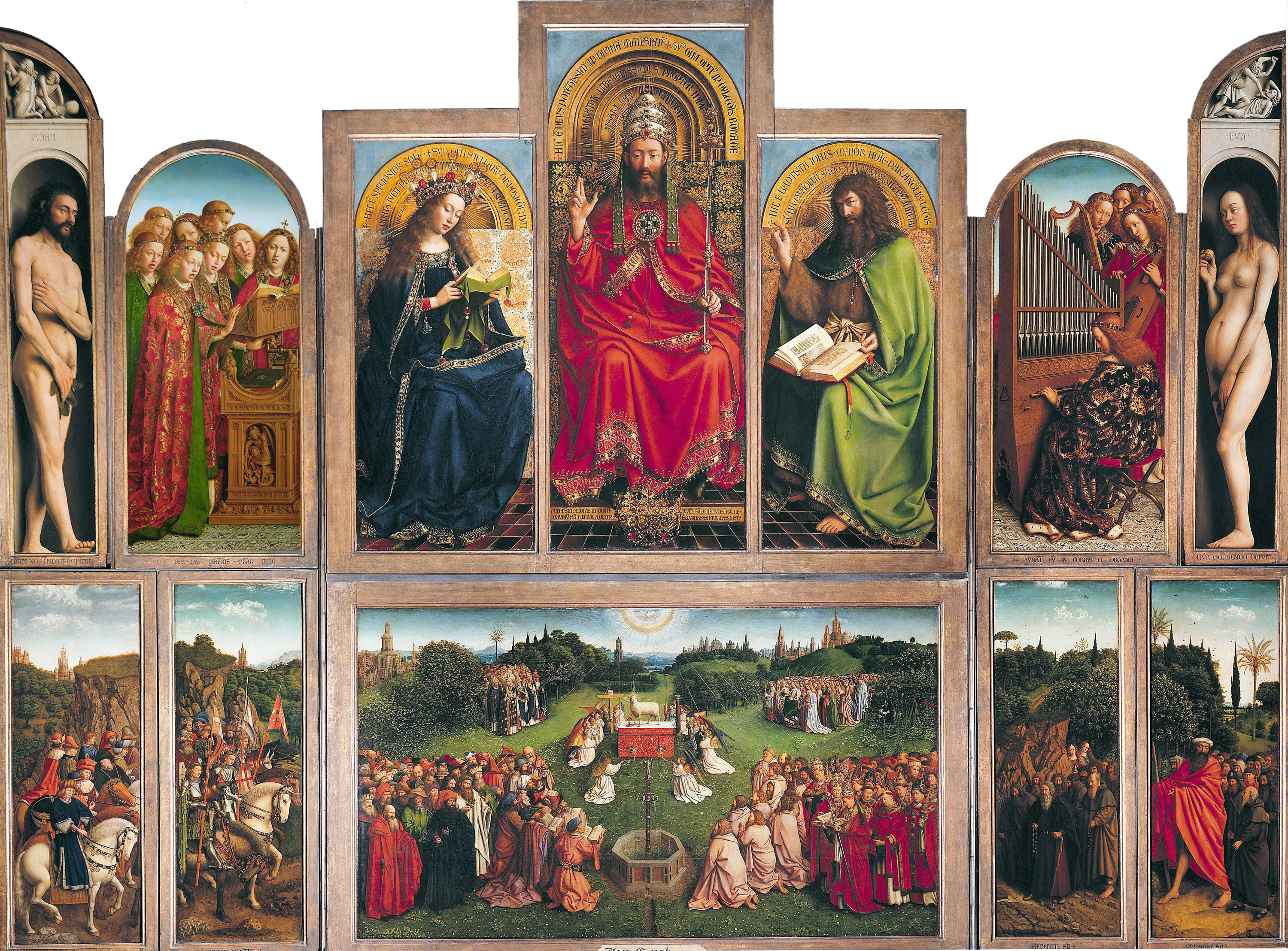
Il Polittico di Gand

Il monumentale Polittico di Gand fu realizzato per la chiesa di San Bavone. Si pensa che l'opera sia stato iniziata dal fratello Hubert poi morto, come indicherebbe l'iscrizione presente sulla cornice esterna del dipinto. In ogni caso si stima che il polittico sia stato iniziato tra il 1424 e il 1425 mentre al 1432 viene datato il suo completamento. Esso è costituito da 12 pannelli, disposti su due registri, uno superiore e uno inferiore; al centro del registro superiore si trova il Dio Padre, con ai lati la Vergine e San Giovanni Battista, mentre a sinistra si trovano gli Angeli cantori e Adamo a destra gli Angeli musici e Eva. Nel registro inferiore si può ammirare la grande tavola centrale con l'Adorazione dell'agnello mistico, affiancata da due scomparti laterali con i Cavalieri di Cristo e i Giudici integri (a sinistra) e gli Eremiti e i pellegrini (a destra).
La critica sembra oggi propensa ad attribuire a Hubert la concezione ed in parte l'esecuzione della tavola con l'Adorazione e delle tre tavole sovrastanti, mentre tutto il resto venne eseguito da Jan che vi lavorò a fasi alterne, ciò spiegherebbe l'evidente carattere di disomogeneità tra i vari scomparti, che per essere pienamente apprezzati devono essere analizzati singolarmente. In quest'opera compaiono comunque quelli che diverranno i caratteri tipici della pittura di Van Eyck: naturalismo analitico, uso di colori luminosi, cura per la resa del paesaggio e grande lirismo, tutti elementi che si ripresenteranno anche nei dipinti eseguiti a pochi anni di distanza dal polittico di Gand.
Al 1433 vengono fatti risalire la Madonna con Bambino, detta di Ince Hall ed il ritratto dellUomo con il turbante rosso, da alcuni considerato come l'autoritratto del pittore che vi appose la sua firma e la data di esecuzione (21 ottobre 1433) ed il motto fiammingo divenuto famoso: «Come posso, non come vorrei». Lo sfondo scuro esalta le sembianze dell'uomo che indossa un voluminoso copricapo, su cui cade inevitabilmente lo sguardo dello spettatore che ammira la stupefacente abilità nel rendere le pieghe del panneggio attraverso il contrasto tra luci ed ombre.

#### Ritratto dei coniugi Arnolfini

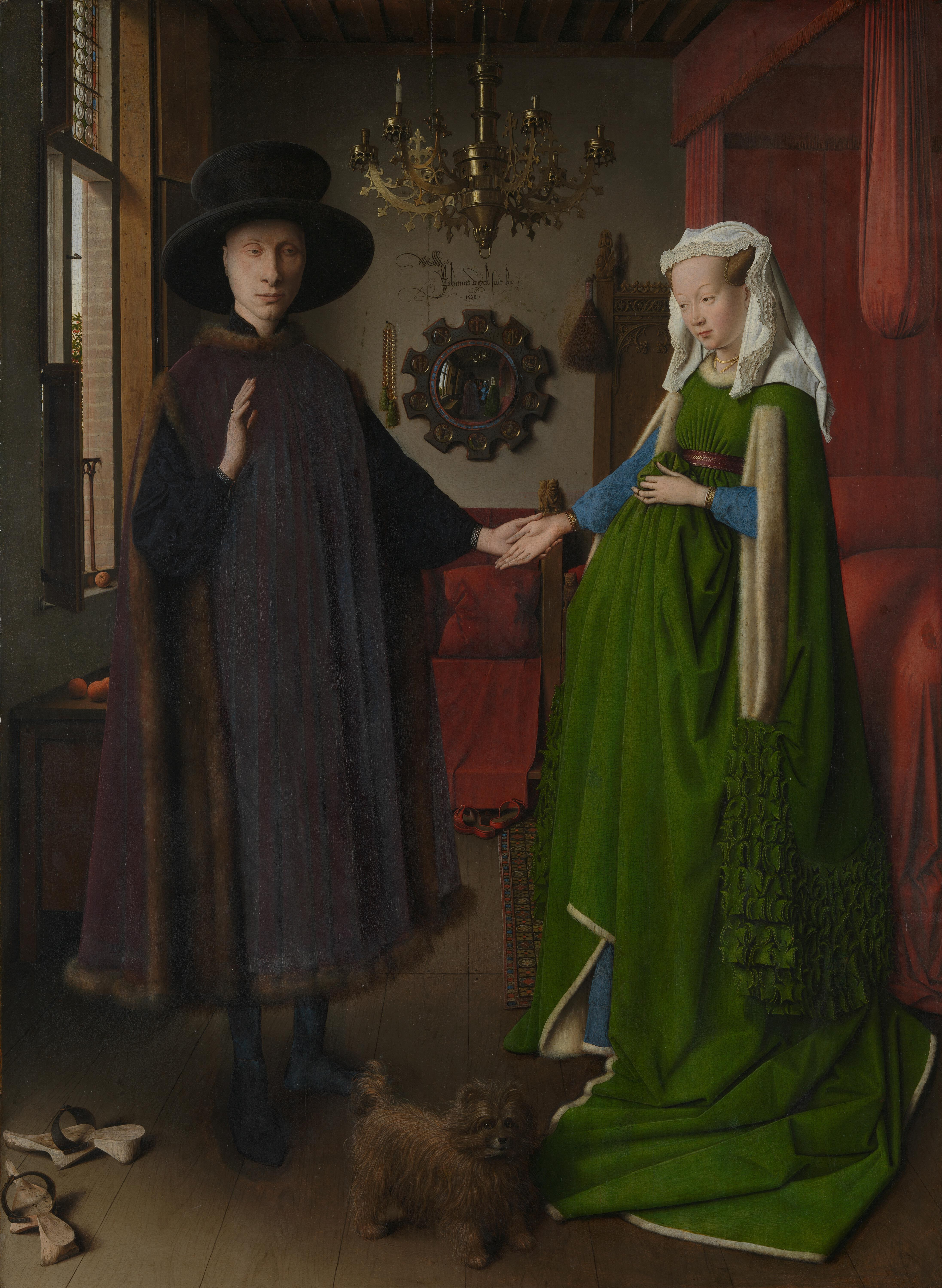
Ritratto dei coniugi Arnolfini (1434), National Gallery di Londra

L'opera più conosciuta di Van Eyck resta il celebre Ritratto dei coniugi Arnolfini realizzato nel 1434. Sul significato del duplice ritratto e dei numerosi simboli che il pittore aggiunse, vanno senz'altro menzionati: il particolare dello specchio in cui sono riflessi il pittore stesso e un altro personaggio in qualità di testimoni dell'evento; le luci e le ombre, rispettivamente, sulle arance da un lato e su coperta e baldacchino dall'altro; i volti dei coniugi, imperscrutabili, quasi rapiti da un'atmosfera intrisa di spiritualità; la raffinata torciera da cui scintilla, però, una sola candela; lo specchio che ospita, nei tondelli incisi nella cornice, dieci storie della Passione; il gesto della mano sinistra della sposa che allude al ventre.
Secondo l'interpretazione tradizionale, il quadro celebrava il matrimonio tra il mercante lucchese Giovanni Arnolfini, da oltre un decennio stabilitosi a Bruges, e Giovanna Cenami.

#### Madonna del cancelliere Rolin

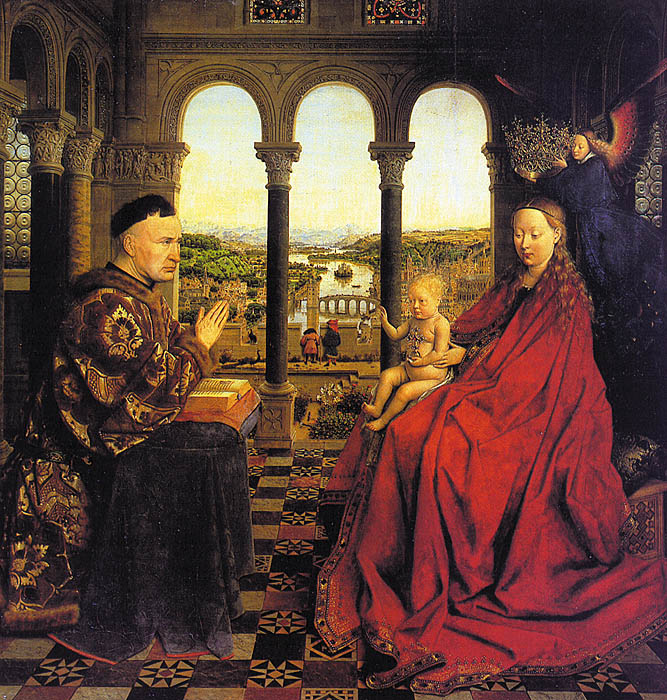
Madonna del cancelliere Rolin (1434-1435), Louvre di Parigi

La Madonna del cancelliere Rolin venne eseguita tra il 1434 ed il 1435 e oggi si trova al Louvre di Parigi; molti la mettono in relazione con la pace di Arras stipulata nel 1435. La scena si svolge all'interno di un ambiente chiuso ma con un'ampia arcata di fondo che crea un complesso gioco di luci ed ombre. Le due figure principali, la Vergine ed il donatore, sono perfettamente bilanciate e disposti l'una di fronte all'altro; l'abito del cancelliere in adorazione è decorato con preziosi ricami, mentre il Bambino tiene in mano un monile luminescente e la Vergine è vestita con un lungo abito rosso sul quale sono ricamate in lettere d'oro i passi dell'ufficio mattutino recitato durante la messa celebrata davanti al cancelliere.
Le arcate lasciano intravedere la veduta di una città fluviale riprodotta in ogni suo dettaglio: gli edifici, le strade e persino i suoi minuscoli abitanti. Questa minuzia descrittiva nella composizione contribuiva alla sua visione d'insieme ed era considerata come la soluzione ideale per combinare la raffigurazione di un interno con un paesaggio aperto sullo sfondo.

#### Trittico di Dresda
Nel Trittico di Dresda, invece, la tavola centrale raffigura la Madonna in trono con il Bambino e sui pannelli laterali si vedono San Michele con il donatore a sinistra e Santa Caterina a destra; la cornice è ancora quella originale e sul lato esterno degli sportelli si può vedere un'Annunciazione dipinta a grisaille.

### Ultime opere
All'ultimo periodo di attività del pittore sono da riferirsi la Madonna col Bambino alla fontana (opera firmata e datata nel 1439, custodita al museo Nazionale di Anversa) e quella che è conosciuta come la Madonna di Lucca.

## Opere principali
- Fogli delle Ore di Torino, 1417-1422, miniature su pergamena, 28x19 cm, Torino, Museo civico d'arte antica
- Polittico dell'Agnello Mistico (con Hubert van Eyck), 1424-1432, olio su tavola, 375x520 cm (aperto), Gand, cattedrale di San Bavone
- Madonna in una chiesa gotica, 1425 circa, olio su tavola, 32x14 cm, Berlino, Staatliche Museen
- Marie al sepolcro, 1426 circa, olio su tavola, 71,5x89 cm, Rotterdam, Museo Boijmans Van Beuningen
- Crocifissione e Giudizio finale, 1430 circa, olio su tavola trasportato su tela, 56,5x39,4 cm, New York, Metropolitan Museum of Art
- Uomo con l'anello, 1430 circa, olio su tavola, 19,1x13,2 cm, Sibiu, Museo Brukenthal
- Stigmate di san Francesco, attribuito, 1428-1429, olio su pergamena applicata su tavola, 12,7x14,6 cm, Filadelfia, Philadelphia Museum of Art
- Ritratto di giovane (Timoteo), 1432, olio su tavola, 34,5x19 cm, Londra, National Gallery
- Madonna di Ince Hall (attr.), 1433, olio su tavola, 26,3x19,4 cm, Melbourne, National Gallery of Victoria
- Ritratto di uomo con turbante rosso, 1433, olio su tavola, 25,5x19 cm, Londra, National Gallery
- Stigmate di san Francesco, 1434, olio su tavola, 29,2x33,4 cm, Torino, Galleria Sabauda
- Ritratto dei coniugi Arnolfini, 1434, olio su tavola, 81,8x59,7 cm, Londra, National Gallery
- Annunciazione, 1434-1436, olio su tavola, 92,7x36,7 cm, Washington, National Gallery of Art
- Madonna del cancelliere Rolin, 1435, olio su tavola, 66x62 cm, Parigi, Museo del Louvre
- Ritratto del cardinale Niccolò Albergati, 1435 circa, olio su tavola, 34,1x27,3 cm, Vienna, Kunsthistorisches Museum
- Madonna di Lucca, 1436, olio su tavola, 65,5x49,5 cm, Francoforte sul Meno, Städelsches Kunstinstitut
- Madonna del canonico van der Paele, 1436, olio su tavola, 141x176,5 cm, Bruges, Groeningemuseum
- Ritratto di Jan de Leeuw, 1436, olio su tavola, 24,5x19 cm, Vienna, Kunsthistorisches Museum
- Ritratto di Baudouin de Lannoy, 1436-1438 circa, olio su tavola, 26x19,5 cm, Berlino, Gemäldegalerie
- Santa Barbara, 1437, grisaille, olio su tavola, 31x18 cm, Anversa, Koninklijk Museum voor Schone Kunsten
- Madonna col Bambino, santa Caterina, san Michele e un donatore, 1437, olio su tavola, 33,3x54,7 cm, Dresda, Gemäldegalerie
- Ritratto di Margareta van Eyck, 1439, olio su tavola, 41,2x34,6 cm, Bruges, Groeningemuseum
- Madonna col Bambino alla fontana, 1439, olio su tavola, 19x12 cm, Anversa, Koninklijk Museum voor Schone Kunsten
- Ritratto di Giovanni Arnolfini, 1440 circa, olio su tavola, 29x20 cm, Berlino, Gemäldegalerie
- Annunciazione, 1440 circa, olio su tavola, 38,8x23,2 cm, Madrid, Museo Thyssen-Bornemisza
- Cristo, 1440, olio su tavola, Bruges, Groeningemuseum
- Madonna del Certosino (con bottega), 1441-1443 circa, olio su tavola trasferita su tela e montata su masonite, 12,5x19,9 cm, New York, Frick Collection
- San Girolamo nello studio, 1442 (ultimato dalla bottega), olio su carta montata su tavola, 19,9x12,5 cm, Detroit, Detroit Institute of Arts

### Copie da originali perduti
- Orazione nell'orto (seguace), 1437-1440 circa, miniatura su pergamena, 28x19 cm, Torino, Museo civico d'arte antica
- Testa di Cristo (copia da Van Eyck), 1438?, olio su tavola, 44x32 cm, Berlino, Gemäldegalerie e Monaco di Baviera, Alte Pinakothek
- Testa di Cristo (copia da Van Eyck), da originale del 1440, olio su tavola, 33,4x26,8 cm, Monaco di Baviera, Alte Pinakothek
- Fontana della vita (copia da Van Eyck), 1445-1450 circa, olio su tavola, 181x119 cm, Madrid, Prado
- Uomo col garofano (copia da Van Eyck), post 1475, olio su tavola, 41,5x31,5 cm, Berlino, Gemäldegalerie
- Crocifissione (o bottega), post 1430, olio su tavola, 46x31 cm, Venezia, Galleria Franchetti
- Ritratto di Marco Barbarigo (seguace), 1449 circa, olio su tavola, 26,2x15,9 cm, Londra, National Gallery

## Curiosità
- L'asteroide 9561 van Eyck porta il suo nome.

### Esplicative
1. ↑  Spesso citato come l'inventore della pittura a olio, ad esempio da Giorgio Vasari nelle Vite de' più eccellenti pittori, scultori e architettori, tale tecnica tuttavia era già nota precedentemente, anche se più rudimentale. Ad esempio nel Diversarum artium Schedula di Teofilo (monaco) viene riportata una ricetta per la pittura con legante oleoso.

### Bibliografiche
1. ↑  (ES) M. Parada Lopez de Corselas, El viaje de Jan van Eyck de Flandes a Granada (1428–1429), Madrid, La Ergastula, 2016, ISBN 978-84-16242-20-7.
2. ↑  Campbell 1998, p. 174.
3. ↑  Toman 2011, p. 322.
4. ↑  (EN) Albert Châtelet, Early Dutch Painting, Painting in the northern Netherlands in the fifteenth century, Losanna, Montreux, 1980,  pp. 27-28, ISBN 2-88260-009-7.
5. ↑  (DE) Klaus Herbers e Nikolas Jaspert (a cura di), "Das kommt mir spanisch vor", LIT, 2004,  p. 408.
6. ↑  "Atlante della pittura - Maestri fiamminghi" di Luigi Mallé, ediz. De Agostini, Novara, 1965 (alla pag. 13 - voce "Jan van Eyck")